# Коцкавица дегенова
Коцкавица дегенова или нежна коцкавица (Fritillaria gracilis) је позната по лепоти цветова због којих се недозвољено бере и продаје. Име рода потиче од лат. fritillus што значи чаша за бацање коцке због шара на перигону неких врста овог рода. Припада фамилији љиљана (Liliaceae).